# Head First (유라이어 힙의 음반)
| 평가 점수                        | 평가 점수 |
| 출처                             | 점수      |
| -------------------------------- | --------- |
| AllMusic                         | [ 2 ]     |
| Collector's Guide to Heavy Metal | 8/10      |

《Head First》는 영국의 하드 록 밴드 유라이어 힙의 열다섯 번째 스튜디오 음반이다. 1983년 게리 브론의 영국 레이블 브론즈 레코드에서 발매되었으며, 레이블의 마지막 음반이 될 것이다.
이 음반은 전년도 《Abominog》를 책임진 라인업에 의해 녹음되었지만, 이번에는 밴드 멤버들이 쓴 곡의 비중이 더 커졌다. 밥 데이즐리는 음반의 녹음 직후 그룹을 떠나 오지 오스본에 다시 합류했고, 《Head First》 투어에서 전 유라이어 힙의 베이시스트 트레버 볼더는 밴드에 다시 합류하여 사실상 그의 후임으로 2013년 사망할 때까지 밴드에 남아있었다.

## 배경
《Head First》는 제프 바튼과 같은 비평가들에 의해 《Abominog》의 훌륭한 후계자로 여겨졌으나, 브론즈가 발매된 다음 달에 청산되면서 홍보 부족으로 어려움을 겪었다.
뉴질랜드의 한 쇼에서 나온 이 투어의 비디오는 긴 형식의 비디오인 《Easy Livin': A History of Uriah Heep》에 크게 다루어졌다. 일본에서만 레이저 디스크로 출시되었다.

## 곡 목록
| #  | 제목                           | 작사·작곡                                                    | 재생 시간 |
| -- | ------------------------------ | ------------------------------------------------------------ | --------- |
| 1. | 〈The Other Side of Midnight〉 | 믹 복스, 밥 데이즐리, 피터 골비, 리 커슬레이크, 존 싱클레어  | 3:55      |
| 2. | 〈Stay on Top〉                | 톰 잭슨                                                      | 3:35      |
| 3. | 〈Lonely Nights〉              | 브라이언 애덤스, 짐 발란스                                   | 4:07      |
| 4. | 〈Sweet Talk〉                 | 복스, 데이즐리, 골비, 커슬레이크, J. 싱클레어, 린다 싱클레어 | 3:51      |
| 5. | 〈Love is Blind〉              | 리치 지토, 조이 카본                                         | 3:38      |

| #   | 제목                           | 작사·작곡                                     | 재생 시간 |
| --- | ------------------------------ | --------------------------------------------- | --------- |
| 6.  | 〈Roll-Overture〉              | 복스, 데이즐리, 골비, J. 싱클레어             | 2:18      |
| 7.  | 〈Red Lights〉                 | 복스, 데이즐리, 골비, J. 싱클레어             | 2:57      |
| 8.  | 〈Rollin' the Rock〉           | 복스, 데이즐리, 골비, J. 싱클레어             | 5:31      |
| 9.  | 〈Straight Through the Heart〉 | 복스, 데이즐리, 골비, 커슬레이크, J. 싱클레어 | 3:39      |
| 10. | 〈Weekend Warriors〉           | 복스, 데이즐리, 골비, 커슬레이크, J. 싱클레어 | 3:50      |